# Diego Fernando Lorenzi
Diego Fernando Lorenzi (* 27. Januar 1990 in Xanxerê), auch einfach nur Diego Lorenzi genannt, ist ein brasilianisch-italienischerehemaliger Fußballspieler.

## Karriere
Diego Fernando Lorenzi stand von 2006 bis Mitte 2011 bei den brasilianischen Vereinen Toledo EC, Brasilis FC, EC Guarani, Boa EC und dem EC Juventude unter Vertrag. Mitte 2011 ging er nach Europa. Hier unterschrieb er in Italien einen Vertrag beim US Arzanese. Der Verein aus Arzano spielte in der vierten italienischen Liga, der Lega Pro Seconda Divisione. Hier absolvierte er sieben Ligaspiele. Nach einem Jahr wechselte er Mitte 2012 in die Schweiz, wo ihn der FC Lugano unter Vertrag nahm. Mit dem Verein aus Lugano spielte er sechsmal in der zweiten Schweizer Liga. Im Juli 2013 kehrte er wieder nach Brasilien zurück. Hier stand er bis Juli 2019 bei den Vereinen Mirassol FC, América Mineiro, Mogi Mirim EC, Sampaio Corrêa FC, Grêmio Osasco Audax, Luverdense EC, Londrina EC und dem Santa Cruz FC unter Vertrag. Mit dem Luverdense FC gewann er 2017 die Copa Verde. Am 9. Juli 2019 ging er wieder nach Europa. In Rumänien unterschrieb er einen Vertrag beim UTA Arad. Mit dem Verein aus Arad spielte er in der zweiten rumänischen Liga, der Liga II. Für Arad absolvierte er 13 Zweitligaspiele. Nach einem halben Jahr ging er in den Oman, wo er einen Vertrag beim Oman Club unterschrieb. Im Juli 2020 kehrte er in seine Heimat zurück. Hier spielte er bis Mai 2021 für den Ferroviário AC (CE) und den AA Aparecidense. Mitte 2021 zog es ihn nach Thailand. Hier verpflichtete ihn der in der ersten Liga spielende Suphanburi FC aus Suphanburi. Nach zehn Erstligaspielen wurde der Vertrag nach der Hinserie nicht verlängert. Im Januar 2022 nahm ihn dann der Drittligist AD Confiança aus seiner Heimat Brasilien unter Vertrag. Hier absolvierte er insgesamt 5 Spiele und schoss dabei zwei Tore. Im Juli 2022 verpflichtete ihn der brasilianische Viertligist SER Caxias do Sul. Für den Verein aus Caxias do Sul kam er jedoch bis Anfang September 2022 nicht zum Einsatz.

## Erfolge
Luverdense FC
- Copa Verde: 2017